# Lithi sulfat
Lithi sunfat là một muối vô cơ màu trắng với công thức hóa học là Li2SO4. Hợp chất này là muối của nguyên tố lithi với axit sulfuric.

## Sử dụng
Lithi sunfat được sử dụng để điều trị rối loạn lưỡng cực.
Lithi sunfat được nghiên cứu như là một hợp chất thành phần tiềm năng của kính dẫn điện ion. Những tấm màng phim trong suốt
là một chủ đề được khảo sát rất nhiều khi chúng được sử dụng rộng rãi trong các ứng dụng như tấm pin mặt trời và tiềm năng cho một loại pin mới. Trong các ứng dụng này, điều quan trọng là phải có hàm lượng lithi cao; Li₂O·B₂O₃ thường khó thu được với nồng độ lithi cao và khó giữ được vì nó có tính hút ẩm cao. Với việc bổ sung lithi sunfat vào hỗn hợp, thủy tinh có lithi tinh khiết có thể được sản xuất. Hầu hết các màng dẫn ion trong suốt hiện nay đều được làm từ chất dẻo hữu cơ, và nó sẽ là lý tưởng nếu một loại kính vô cơ vô cơ có giá thành không cao có thể được phát triển.
Lithi sunfat đã được thử nghiệm như một chất phụ gia cho xi măng Portland để tăng tốc độ đông cứng của xi măng và đạt được kết quả tích cực. Hợp chất này có tác dụng thúc đẩy nhanh phản ứng hydrat hóa, làm giảm thời gian đông cứng. Tuy nhiên, việc giảm thời gian đông cứng này đặt ra một mối quan tâm mới là liệu độ cứng của sản phẩm cuối cùng, nhưng sau khi kiểm tra, xi măng poocxi có chứa hợp chất thành phần lithi sunfat chất lượng không hề bị suy giảm.